# Homoeoxipha lycoides
Homoeoxipha lycoides är en insektsart som först beskrevs av Walker, F. 1869.  Homoeoxipha lycoides ingår i släktet Homoeoxipha och familjen syrsor.

## Underarter
Arten delas in i följande underarter:
- H. l. lycoides
- H. l. obliterata